# TV Magazine
TV Magazine – перший телевізійний французький журнал, який заснований у 1987 році.  Виходить щотижня разом з 58 районними та національними газетами під редакцією групи Le Figaro.
TV Magazine прагне поєднати задоволення і роздуми, тобто використовує функцію інфотеймента – повчати, розважаючи. Журнал не тільки друкує матеріали, спілкуючись в односторонньому порядку, а має рубрику Free Spirits для обговорення ідей з використанням дебатів. Створення такої формули полягає у збагаченні знань читача і цікавого проведення часу при читанні журналу.  [Архівовано 4 лютого 2015 у Wayback Machine.]
TV Magazine є одним з найпопулярніших журналів Франції, разом з Paris-Match, Télé 7 jours, Le Nouvel Observateur, L’Express, Femme Actuelle.

## Історія
TV Magazine — французький щотижневик, який належить до категорії телевізійної преси. Перший випуск був опублікований 16 січня 1987 року. Цей журнал не продається окремо, а виступає доповненням щотижневої преси всієї Франції.
З моменту свого заснування він був у форматі France-Soir. Журнал також з 1987 року є партнером Le Figaro. У 2000 році з'являються кабельні та супутникові програми, через що контент журналу змінюється.
З 2001 року група Le Figaro випускає 51 газету.
У січні 2009 року TV Magazine об'єднався з телевізійним журналом TV Hebdo. Завдяки цьому тираж збільшився до 6,5 млн екземплярів.
Сьогодні TV Magazine один з найбільш продаваних журналів у Франції.

## Лідери
до 2013 року: Фредерік Кассегрена (Frédérick Cassegrain)
з 2013 року: Жан-Люк Бруно (Jean-Luc Breysse, Bruno Desjeux)

## Контент
TV Événement — події зі світу телебачення
TV à la une — все про телебачення
TV magazine + — інтерв'ю з зірками телебачення
TV tournage — телевізійні зйомки
TV sport — спорт
TV programmes — телевізійна програма
TV Sudoku — судоку
TV forum — форум
TV santé — здоров'я
TV Aromathérapie — ароматерапія
TV Animaux — про тварин
TV Gastronomie — кулінарія
TV mots croisés — кросворд
TV astralement votre — гороскопи
TV mots fleches — стрілковий кросворд
Publicité — оголошення
Більшу частину журналу займають телевізійні програми та інформація, що стосується телебачення. Також в журналі є практичні теми: кулінарія, краса та здоров'я, гороскопи, кросворди, реклама.

## Аудиторія
Аудиторія TV Magazine  складає 18,9 млн чол. віком від 15 років  [Архівовано 8 лютого 2015 у Wayback Machine.].

## Тираж
У 2006 році TV Magazine  мав тираж 5 329 911, зазнавши невеликий спад у зрівнянні з 5 677 411 у 2002 році.  Проте у 2009 році тираж значно збільшився до 6 500 000, а ось у 2011 році він становить 6 771 200.
| Рік    | 2002      | 2003      | 2004      | 2005      | 2006      | 2009      | 2010      | 2011      |
| ------ | --------- | --------- | --------- | --------- | --------- | --------- | --------- | --------- |
| Наклад | 5 677 411 | 5 662 820 | 5 604 119 | 5 376 663 | 5 329 711 | 6 857 009 | 6 841 694 | 6 671 200 |

## Цікаві факти
1. Назву TV Magazine  також має дитячий щомісячний японський журнал, що має дитячі телевізійні шоу та відео, дитячі відеоігри, а також збірні моделі іграшок.  [Архівовано 14 лютого 2015 у Wayback Machine.]
2. TV Magazine  також використовується в англомовних країнах, як загальна назва для будь-якої телепрограми журналу.